# شورش رودخانه سرخ
شورش رودخانه سرخ (انگلیسی: Red River Rebellion) (یا مقاومت رودخانه سرخ، قیام رودخانه سرخ، یا شورش اول ریل) دنباله ای از وقایع بود که منجر به تأسیس یک دولت موقت توسط رهبر متیس، لوئیس ریل و یارانش در رودخانه سرخ شد. برای مدتی این سرزمین به نام سرزمین روپرت تحت کنترل شرکت خلیج هادسون بود.
مقاومت نخستین بحرانی بود که دولت جدید فدرال پس از کنفدراسیون کانادا در سال ۱۸۶۷ با آن روبرو شد. دولت کانادا در سال ۱۸۶۹ زمین شرکت روپرت را از شرکت خلیج هادسون خریداری کرده بود و یک فرماندار انگلیسی زبان، ویلیام مکدوگل را منصوب کرد. وی با فرانسوی زبانان، عمدتاً ساکنین متی در شهرک مخالف بود. قبل از واگذاری زمین به کانادا، مک دگال نقشه برداران را برای ترسیم زمین طبق سیستم شهرک مربعی مورد استفاده در سیستم بررسی زمین‌های عمومی به بیرون فرستاد. متیس به سرپرستی ریل مانع از ورود مک دگال به قلمرو شد. مک داگال اظهار داشت که شرکت خلیج هادسون دیگر کنترل قلمرو را ندارد و کانادا درخواست کرده‌است که انتقال حاکمیت به تعویق بیفتد. متی‌ها یک دولت موقت ایجاد کردند که در آن تعداد کثیری از نمایندگان آنگلوفون دعوت شدند. ریل برای تأسیس منیتوبا به عنوان استان مستقیماً با دولت کانادا مذاکره کرد.